# Kosmos-2251
Kosmos-2251 (ook Cosmos-2251) (Russisch: Космос-2251), was een Russische Strela-2M communicatiesatelliet. Het was een van de twee satellieten die betrokken was bij de eerste geregistreerde satellietbotsing.
Kosmos-2251 werd in Low Earth orbit geplaatst vanuit de Site 132/1 op de Plesetsk Kosmodroom op 16 juni 1993 om 04:17 GMT , door een Kosmos-3M draagraket.
Op 10 februari 2009 om 16:55 GMT kwam hij in botsing met Iridium 33, een Iridiumsatelliet. Deze botsing is de eerste melding van een botsing tussen twee ruimtetuigen in een baan om de Aarde. Zowel de Iridium 33 satelliet die op het moment van de botsing operationeel was als de Kosmos-2251 werden bij de botsing vernietigd. Een paar dagen na de botsing werd nog steeds verondersteld dat de Kosmos-2251 al buiten werking was gesteld en als ruimteafval in z'n baan bleef. NASA rapporteerde dat de botsing een grote hoeveelheid brokken afval heeft achtergelaten die in de baan van de Kosmos-2251 blijven hangen.